# 格魯什卡河
格魯什卡河（烏克蘭語：Грушка），是烏克蘭的河流，位於該國西部，屬於喬爾尼亞瓦河的右支流，發源自亞基夫卡以西，流經伊萬諾-弗蘭科夫斯克州，河道全長11公里，流域面積66平方公里。